# Елюй Чжулху
Елюй Чжулху (кит. трад. 耶律直魯古, упр. 耶律直鲁古, пиньинь Yēlǜ Zhílǔgǔ, 1153— 1213) — император и гурхан каракитайского ханства, последний из киданьских правителей этого государства.

## Биография
Елюй Чжулху был вторым сыном гурхана Елюй Илия. На трон он взошёл в 1177 году в результате государственного переворота, когда Сяо Валил убил императрицу Чэнтянь за то, что та убила его сына. По словам Джувейни, чтобы занять престол, он убил своего старшего брата, которого «принесли в жертву безопасности нового суверена». Елюй Чжулху изменил девиз правления на «Тяньси» (天禧).
Елюй Чжулху занял трон в неспокойное время. Многочисленные кочевые племена на северных границах империи причиняли такое беспокойство, что против них была брошена 50-тысячная армия. В результате кара-кидани не смогли помешать правителю Узгенда Ибрахим ибн Хусейну захватить в 1178—1179 годах Самарканд. Ибрахим стал номинальным главой династии Западных Караханидов, а Узгенд достался его племяннику Мухаммеду ибн Насру.
Хорезмшах Ала ад-Дин Текеш, хотя и получил престол благодаря помощи кара-киданей, вскоре отказался подчиняться им. «Из ревности к достоинствам престола и веры» Текеш убил посла — родственника гурхана, а претендовавший на его место младший брат Джелал ад-Дин Султан-шах отправился в Баласагун и убедил гурхана, что население Хорезма охотно примет у себя киданей. Однако население встретило киданьские войска враждебно, вынудив их отступить. Султан-шаху был оставлен лишь отряд, с помощью которого он занял Мерв. В 1181 году он нанёс поражение Туган-шаху[кому?] и присоединил к своим владениям Серахс и Тус.
1182 году оказался нелёгким для киданей. Текеш совершил тяжёлый поход на Бухару и взял её, а хан кипчаков Алп-Кара[кто?][чего?], освободил от киданей обширные области до самого Тараза.
В 1197—1198 годах Газневиды захватили у кара-киданей Балх. Кидани отправили в Хорасан карательный отряд, но в битве с султаном Газны Гияс ад-Дином в апреле 1198 года он был разбит вдребезги. Для «наказания» Газневидов гурхан Чжулху направил большую армию под командованием Тайанку, однако она была разгромлена эмирами Гура. Обиженный на то, что Текеш не оказал помощи, гурхан послал армию на Хорезм, но этот поход тоже закончился неудачей.
3 июля 1200 года умер хорезмшах Текеш. 3 августа состоялось провозглашение хорезмшахом его второго сына Мухаммеда. Он помнил завет своего отца «доставлять ежегодно [кара-киданям] 30 тысяч золотых динаров», ибо гурхан «есть крепкий оплот и за ним сильные враги находились, то есть племена монгольские, найманские и другие почтенные тюрки». Поэтому он сразу же активно включился в борьбу с Гуридами на стороне каракитаев. В 1203 году Мухаммед вернул себе свои хорасанские владения и приступил к их расширению. Сражение хорезмийцев и гурцев в Сукара закончилось неопределённо, и хорезмшах запросил помощи у кара-киданей. Кара-кидани нанесли сокрушительный удар и разгромили гурцев, но это была последняя их крупная победа.
В 1204 году произошло восстание жителей Кашгара против кара-киданьского владычества, но было подавлено; сын кашгарского хана попал в плен.
Летом 1205 года правитель Балха захватил Термез, принадлежавший кара-киданям. На следующий год и Балх, и Термез оказались уже в руках хорезмшаха Мухаммеда, вернувшего, правда, на время Термез кара-киданям. Под предлогом защиты Газны Мухаммед в 1206 году вступил в Герат, а затем решил больше не быть вассалом кара-киданей. Сведения источников о борьбе между кара-киданями и хорезмшахом Мухаммедом несколько противоречивы.
В это же время против кара-киданей восстали уйгуры; уйгурский идикут добровольно покорился Чингис-хану. Мятеж идикута явился сигналом к началу освободительного движения мусульман Восточного Туркестана: в 1209 году Чингис-хан принял ещё двоих бывших вассалов гурхана — карлукского Арслан-хана и правителя Алмалыка по имени Озар.
В 1205 году хан найманов Кучлук был разбит монголами и бежал, попав в итоге к кара-киданям. Гурхан дал ему хороший приём, очевидно, намереваясь использовать остатки найманов для борьбы против непокорных вассалов. Нуждаясь в войсках, он поручил Кучлуку навербовать воинов из найманов и меркитов, снабдил его оружием и деньгами. Однако Кучлук, воспользовавшись появившейся в его руках силой, в 1210 году восстал против гурхана. Напуганный мятежом, гурхан обратился за помощью к хорезмшаху Мухаммеду; к Мухаммеду обратился с предложением о союзе и Кучлук. Кучлук захватил в Узгенде казну гурхана и попытался взять Баласагун, но был разбит войсками киданей. В это время на территорию государства вторглась объединённая хорезмийско-самаркандская армия. Хорезмшах заверил и гурхана, и Кучлука: «я с тобою и помощник тебе против твоего соперника», и встал лагерем неподалёку. В начавшейся битве между гурханом и найманами хорезмшах поддержал найманов, однако несколько его подданных изменили ему, перейдя на сторону гурхана, что выровняло ситуацию. Сражение закончилось с неопределённым результатом, но командующий кара-киданьским авангардом Тайнгу попал в плен, что внесло разброд в ряды киданей, поспешно отступивших на соединение с главными силами.
Киданьские войска стали отступать к Баласагуну, грабя и опустошая собственную страну. Жители Баласагуна закрыли перед гурханом ворота и защищались 16 дней, надеясь, что хорезмшах Мухаммед придёт к ним на помощь. Когда подошли все отряды киданей, гурхан предпринял решающий штурм, после которого устроил в городе трёхдневную резню.
Везирь Махмуд-бай посоветовал гурхану заставить войска возвратить в казну то, что они взяли из сокровищ, захваченных Кучлуком. В армии вспыхнуло недовольство. Этим воспользовался Кучлук и, устроив засаду, захватил гурхана на охоте. Так как у него самого значительную часть войска составляли кидани, он не решился расправиться с гурханом. Гурхан получил титул «Верховный император», а Кучлук стал реальным правителем государства. Согласно ан-Нисави, хорезмшах Мухаммед потребовал от Кучлука выдачи гурхана с дочерью и сокровищами, заявив, что «явился к нему на помощь, и если бы не он, тот не одолел бы хитаев». Кучлук, однако, отказался выдать гурхана.
Гурхан Елюй Чжулху умер два года спустя — возможно, не своей смертью.

## В культуре
Елюй Чжулху стал персонажем романа Исая Калашникова «Жестокий век» (1978).